# Carlos Valdovinos (estación)
Carlos Valdovinos es una estación ferroviaria que forma parte de la línea 5 de la red del Metro de Santiago de Chile. Se encuentra por viaducto entre las estaciones Rodrigo de Araya y Camino Agrícola de la misma línea. Se encuentra elevado en la Avenida Vicuña Mackenna, entre las comunas de Macul y San Joaquín.

## Características y entorno

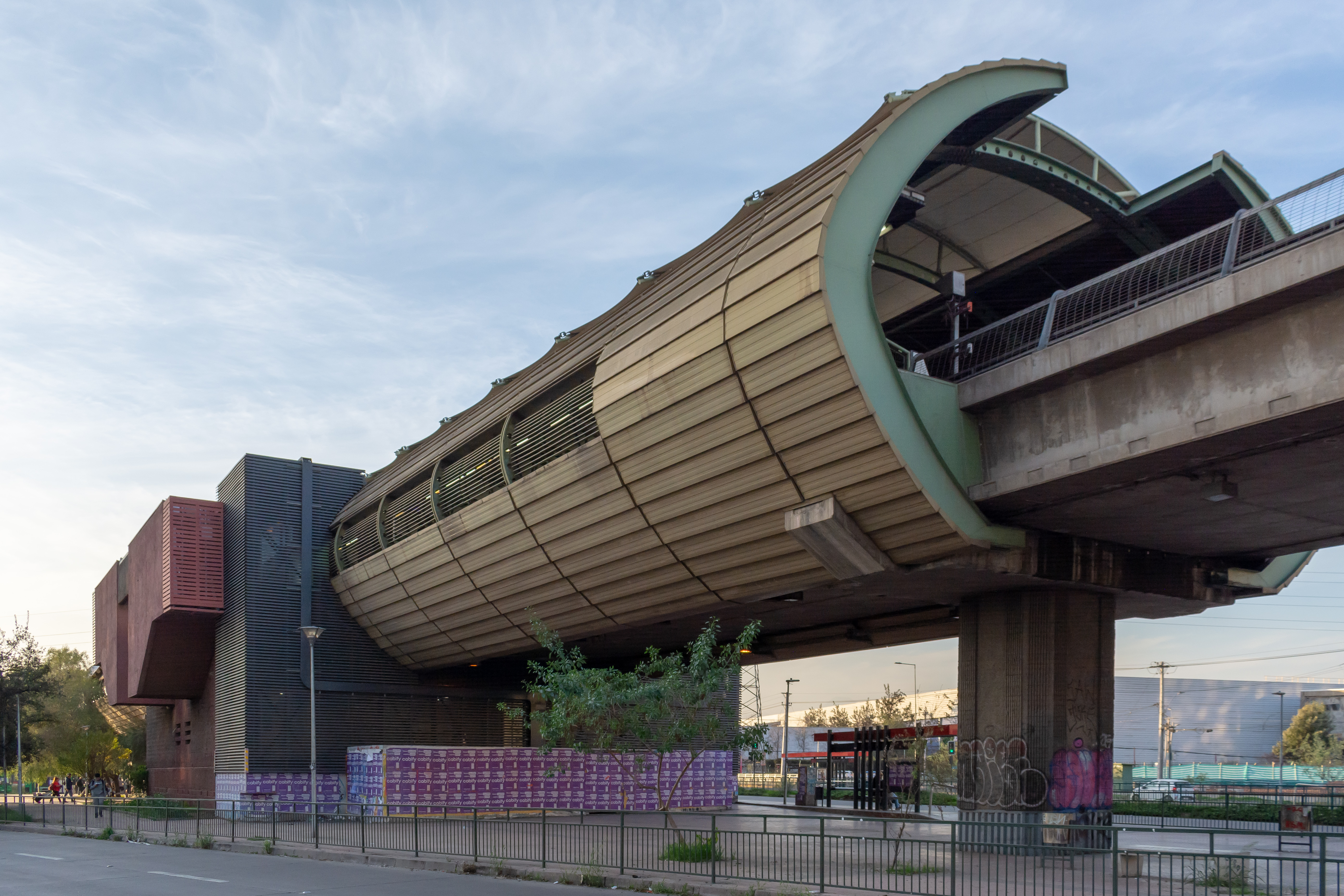
Vista exterior de la estación.

Desde su construcción hasta el año 2008, la estación tuvo un escaso flujo de pasajeros, aumentado solo por la presencia de escolares. La estación se ubica en una zona netamente industrial, y los barrios residenciales están relativamente alejados de la estación, lo cual hace bastante difícil que pasajeros aborden o desciendan de los trenes. Para suplir esta desventajosa situación, desde un comienzo Metro dispuso para los usuarios estacionamientos bajo la estación, y ello ha suplido, en parte, la falta de usuarios. Con la implementación del Transantiago, el flujo de pasajeros aumentó notoriamente debido a que ese sector de estacionamientos actualmente se utiliza como estación de transbordo.
En el entorno inmediato de la estación se ubican en su mayoría industrias y fábricas, como la fábrica de Manufacturas Sumar, la de Premix, la bodega de tiendas Tricot, el call center de Entel (actualmente demolido), como también un supermercado. Bajo la estación se encuentra el Zanjón de la Aguada, además de una empresa dedicada a la curtiembre, la cual provocó en un tiempo malos olores, incluso dentro de los trenes. Dicho problema fue resuelto con la construcción de una pequeña planta de tratamiento de residuos.
Desde el 27 de febrero de 2023 en el horario de la Operación expresa la estación Carlos Valdovinos pasó de ser Ruta Roja a Ruta Verde.

### Accesos
| Acceso | Intersección                       |
| ------ | ---------------------------------- |
| A      | Av. Vicuña Mackenna con Av. Quilín |
| B      | Av. Vicuña Mackenna con Av. Quilín |

## Origen etimológico
El nombre le fue dado porque se ubica cerca de la intersección de avenida Vicuña Mackenna con la avenida Carlos Valdovinos (ex Avenida San Joaquín), que recuerda a un antiguo alcalde de San Miguel.
Antiguamente era representada por el Zanjón de la Aguada y un túnel, flujo que pasa cerca de la estación.

## Galería

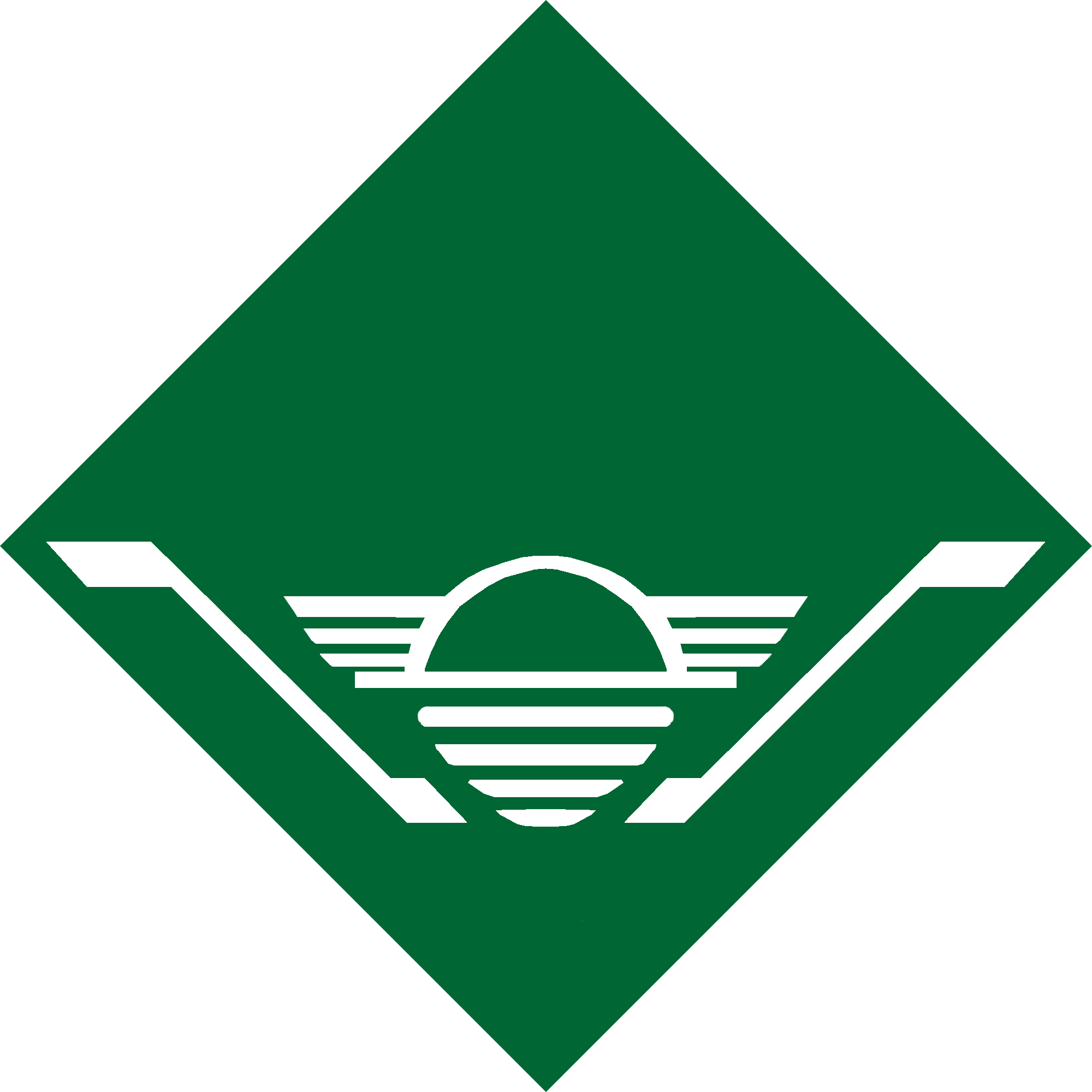
Antiguo símbolo con que se identificó a la estación.
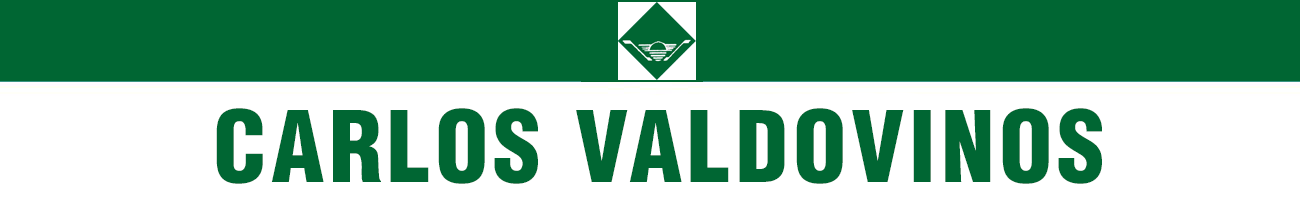
Cenefa utilizada en 1997.
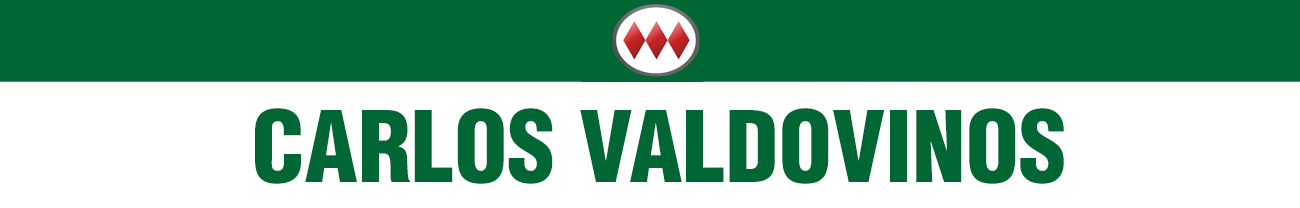
Cenefa utilizada en los andenes.

## Conexión con Red Metropolitana de Movilidad
La estación posee 6 paraderos de la Red Metropolitana de Movilidad en sus alrededores (sin la existencia del paradero 2, 4, 5, 7 y 8), los cuales corresponden a:
| Paradero/ Código                            | Recorridos |
| ------------------------------------------- | --- |
| Parada 1 / Metro Carlos Valdovinos (PD1612) | 210 (Puente Alto) - 210v (Av. México) - 213e (Puente Alto) - D07 (Diagonal Las Torres) - F30n (Bajos de Mena)                                                               |
| Parada 3 / Metro Carlos Valdovinos (PD200)  | 210 (Estación Central) - 210v (Estación Central) - D10 (Fin del recorrido) - H02 (Fin del recorrido) - H04 (Fin del recorrido) - H05 (Fin del recorrido) - F30n (La Moneda) |
| Parada 6 / Metro Carlos Valdovinos (PD950)  | D07 (Metro Franklin) |
| Parada 9 / Metro Carlos Valdovinos (PD1609) | H02 (Metro Lo Vial) - H04 (La Victoria) - H05 (Población Dávila) - H09 (Población Dávila)                                                                                   |